# Trickfinger
Trickfinger è il primo album di Trickfinger, alias del musicista John Frusciante. L'album è stato rilasciato il 7 Aprile 2015 con l'etichetta AcidTest. Questa è la seconda pubblicazione a nome Trickfinger. La prima fu l'EP del 2012 Sect In Sgt. 
Il 28 gennaio 2015, Frusciante rilasciò la canzone "After Below" come preview del nuovo album.

## Scrittura e composizione
Frusciante riguardo all'album: "Ho iniziato seriamente a realizzare il mio sogno di creare musica elettronica, e diventare il mio stesso produttore, cinque anni fa. Nei 10 anni precedenti ero solito suonare la chitarra insieme ad un ampio uso di tipi differenti di sintetizzatori programmati o usando sample, cercando di emulare quello che volevo nel migliore dei modi. Ho scoperto che il linguaggio di queste macchine costringe i programmatori a scoprire un nuovo vocabolario musicale...
Nel 2007, ho iniziato ad imparare come programmare tutti gli strumenti che sono associati alla AcidHouse. Per quasi 7 mesi non registrai niente. Quindi ho iniziato a registrare suonando insieme 10 macchine sincronizzate tra loro, mandandole dentro un piccolo mixer che finiva dentro un masterizzatore cd. Era tutta AcidHouse sperimentale, le mie capacità come compositore di musica rock non contavano niente. Ho perso interesse nel modo tradizionale di comporre musica ed ero eccitato riguardo al poter trovare nuovi metodi per poter creare musica. Mi sono circondato di macchine, programmandone una dietro l'altra, godendo nel seguire l'affascinante processo dall'inizio alla fine..."

## Recensioni
Scrivendo su Exclaim!, Chad Barnes descrisse il disco come "divertente, avvincente; con intrecci complessi basati su linee di synth spesso suonate similmente allo stile che Frusciante usa nel suonare la chitarra."

## Tracce
Testi e musiche di Trickfinger.
1. After Below – 4:29
2. Before Above – 4:20
3. Rainover – 6:58
4. Sain – 3:32
5. 85h – 4:06
6. 4:30 – 5:13
7. 100Mc4 – 4:49
8. Phurip – 3:42

## Recensioni
1. ↑   John is releasing an album on April 7th, as Trickfinger, su invisible-movement.net. URL consultato il 28 gennaio 2015 (archiviato dall'url originale il 31 gennaio 2015).